# ティナ・ラッセル
ティナ・ラッセル Tina Russell（ペンシルベニア州ウィリアムズポート出身、1948年9月23日 - 1981年5月18日）は、およそ1970年から1975年までニューヨークで活躍した、アメリカ合衆国の先駆的ポルノ女優。彼女は1970年代初めにニューヨークで最も初期の「ライブ・セックス・ショー」にも出演していた（実際には擬似セックスが演じられたショーであった）。

## 来歴
1960年代後半、彼女はカメラマンのジョン・サンダーソン（後にジェイソン・ラッセルと呼ばれる）と結婚し、夫妻はニューヨーク市に移り住み、ラッセルはニューヨーク大学に入学した。夫妻はジェイソン&ティナ・ラッセルの偽名でニューヨークのタイムズスクエアのピープショー（小さな覗き穴から映画などを観る）で上映される、短いポルノループスに出演し始めた。彼らは1970年代前半に多くの「結婚マニュアル」映画に出演した。そしてティナ・ラッセルはニューヨークで製作された、数本の最も初期のハードコアポルノ映画に主演した。最高のパフォーマンスを見せたと言われるのが1973年の映画『Whatever Happened to Miss September?』である。
1970年代中頃、ラッセル夫妻の婚姻関係は終焉を迎えた。ティナ・ラッセルは意気消沈し、アルコール依存症になった。肝硬変になり、体重が30kg近くにまで落ちた。1981年5月、サンディエゴに住む兄弟を訪ねていた時、彼女は急性アルコール中毒で倒れ入院し、数日後に腎不全のため死去した（末期の胃癌であったとも言われる）。ラッセルは本名の下、ペンシルベニア州モンツアーズヴィルの共同墓地に葬られた。

## 受賞
- 1985年 XRCO殿堂入り[5]